# العبقري والحب (فلم)
العبقري والحب هو فيلم مصري من إخراج أحمد السبعاوي  وبطولة فاروق الفيشاوي، إلهام شاهين، محمود الجندي، سلوى عثمان، هدى رمزي وعايدة رياض.

## نبذة
تؤجل د. حنان طبيبة الأمراض النفسية حفل زفافها إلى د. عمر وسفرها معه حتى تطمئن على ثلاث مريضات لهن مشاكل مختلفة، لكنها تدور حول شريك الحياة. يقرر عمر التنكر والتدخل في حياتهن لكى يحل المشكلة ويتزوج بمن يحب.

## طاقم العمل
- فاروق الفيشاوي بدور عمر
- إلهام شاهين بدور حنان
- محمود الجندي بدور مجدي
- سلوى عثمان بدور أشجان
- هدى رمزي بدور منال
- عايدة رياض بدور سوزي

## وصلات خارجية
- العبقري والحب على موقع الدهليز
- العبقري والحب على موقع قاعدة بيانات الأفلام العربية